# Біленко Сергій Анатолійович
Сергі́й Анато́лійович Біле́нко — майор Збройних сил України, учасник російсько-української війни.
Станом на березень 2017-го — військовослужбовець 24-ї бригади, з дружиною проживають у місті Яворів.

## Нагороди
За особисту мужність і героїзм, виявлені у захисті державного суверенітету та територіальної цілісності України, вірність військовій присязі під час російсько-української війни капітан Сергій Біленко нагороджений
- орденом Богдана Хмельницького III ступеня (3.1.2015).